# Вишневский, Александр Петрович
Алекса́ндр Петро́вич Вишне́вский (12 ноября 1862 — после 1917) — русский общественный деятель и политик, член Государственной думы 3-го и 4-го созывов от Курской губернии.

## Биография
Православный. Из потомственных дворян Курской губернии. Землевладелец Грайворонского уезда (287 десятин).
По окончании Харьковского реального училища учился в Дрезденском королевском политехникуме по химико-технологическому отделу, однако курса не окончил.
Начал службу счетным чиновником Харьково-Николаевской железной дороги (1886—1887). В декабре 1889 года перешел в Киевскую контрольную палату. В 1890—1902 годах был земским начальником 2-го участка Грайворонского уезда, во время всеобщей переписи населения 1897 года заведывал переписным участком. В 1902 году был назначен непременным членом Курского губернского присутствия, в каковой должности состоял до 1909 года, когда вышел в отставку с правом ношения мундира и правом состоять в названной должности.
В 1903 году по поручение министра внутренних дел принимал участие в ревизии крестьянских учреждений и должностных лиц Харьковской губернии. В 1907—1908 годах был временно прикомандирован к земскому отделу MВД «для усиления состава отдела» по продовольственной части, а оттуда, по специальному поручению министра внутренних дел, командирован в Черниговскую губернию для ревизии делопроизводства крестьянских учреждений по продовольственной части и выяснения размера продовольственных потребностей губернии.
Занимался общественной деятельностью в родной губернии. Избирался гласным Грайворонского уездного и Курского губернского земских собраний (1903—1915), почетным мировым судьей по Грайворонскому уезду (1909—1915) и кандидатом Грайворонского уездного предводителя дворянства (1911). В 1912 году состоял уездным предводителем дворянства. Основал Лисичанский волостной крестьянский приют, состоявший в ведении Ведомства учреждений императрицы Марии. Избирался в Совет Русского собрания, состоял членом Главного совета, а затем почетным членом Союза русского народа (1910).
24 октября 1909 года на дополнительных выборах в Государственную думу от съезда землевладельцев Курской губернии был избран на место умершего графа В. Ф. Доррера. Входил во фракцию правых. Состоял членом комиссий: по государственной обороне, по судебным реформами и бюджетной.
В 1912 году был избран членом Государственной думы от общего состава выборщиков Курского губернского избирательного собрания. Входил во фракцию правых, после её раскола в ноябре 1916 года — в группу Н. Е. Маркова. Состоял членом комиссий: продовольственной, по военным и морским делам. В 1914 году вступил в Союз 17 октября.
Во время Первой мировой войны состоял уполномоченным Курского губернского земства по заведованию земским поездом-баней в Галиции. Оставил должность в 1915 году в связи со смертью сына Константина, добровольно служившего его помощником. В следующем году стал снова выезжать на фронт. После Февральской революции отошел от общественной деятельности.
Судьба после 1917 года неизвестна. Был женат, имел двоих детей.

## Награды
- Орден Святой Анны 3-й ст. (1897)
- Орден Святой Анны 2-й ст. (1904)
- Орден Святого Владимира 4-й ст. (1906)
- серебряная медаль «В память царствования императора Александра III»
- темно-бронзовая медаль «За труды по первой всеобщей переписи населения»
- серебряная медаль «За спасение погибавших»